# Sculptocoris
Sculptocoris is een geslacht van wantsen uit de familie van de Schizopteridae. Het geslacht werd voor het eerst wetenschappelijk beschreven door Ren & Yang in 1991.

## Soorten
Het genus bevat de volgende soort:

- Sculptocoris guangxiensis Ren & Yang, 1991